# Dark Void
Dark Void är ett TV-spel till PlayStation 3, Windows och Xbox 360. Spelet släpptes den 22 januari 2010 i Europa. Det är utvecklat av spelföretaget Airtight Games och utgivet av Capcom. 

## Handling
Spelet utspelar sig före andra världskriget och handlar om en pilot vid namn William "Will" Augustus Grey, som kraschlandar i Bermudatriangeln för att sedan upptäcka att han befinner sig i en helt ny värld som kallas för Void.

## Rollista
| Röstskådespelare | – Karaktär     |
| Nolan North      | – Will         |
| Polly Walker     | – Ava          |
| J.D. Hall        | – Atem         |
| Fred Tatasciore  | – Sarpa        |
| Paul Eiding      | – Nikola Tesla |
| Sal Lopez        | – Tavi         |
| April Hong       | – Imperator    |
| Navid Negahban   | – Watcher      |
| Drew Bell        | – Cooper       |

## Film
År 2009 gjorde Brad Pitts produktionsbolag Plan B Entertainment, ett avtal med speltillverkarna Capcom att göra en film baserad på spelet.